# Rapporto (matematica)
Il rapporto fra due grandezze omogenee, in matematica, corrisponde al risultato della loro divisione esatta, vale a dire senza resto. L'espressione a:b è detta rapporto fra (oppure di) a e b e può essere scritta come a/b o {\displaystyle {\frac {a}{b}}}.
Il termine rapporto è utilizzato talora anche per indicare una relazione generica fra grandezze non combinate in una divisione. Così il teorema di Pitagora stabilisce un rapporto fra cateti e ipotenusa.

## Caratteristiche
In un rapporto {\displaystyle {\frac {a}{b}}} i numeri a e b  si chiamano termini del rapporto. Il primo termine è detto antecedente e l'altro conseguente.
Le grandezze prese in considerazione sono generalmente di tipo numerico, e non devono necessariamente essere omogenee (come nel caso della somma o della differenza). Per esempio, nella meccanica classica la velocità è espressa dal rapporto fra spazio e tempo.
- Il rapporto tra due grandezze omogenee è uguale al rapporto delle loro rispettive misure espresse nella stessa unità di misura. Il rapporto è un numero puro, indipendente dall'unità di misura prescelta.
- Il rapporto tra due grandezze non omogenee è uguale al rapporto delle loro rispettive misure. Il risultato è una grandezza derivata che dipende dalle unità di misura prescelte.

Nel caso di grandezze non numeriche quali vettori o funzioni si preferisce parlare in modo più generale di quoziente.
L'insieme che si costruisce prendendo in considerazione tutti i numeri ottenibili mediante un rapporto tra interi, il secondo dei quali diverso da 0, è detto insieme o campo dei numeri razionali.

## Il rapporto di proporzionalità
L'uguaglianza di due rapporti è detta proporzione. L'espressione a:b=c:d si legge «a sta a b come c sta a d».